# Zhangjiaxu
Zhangjiaxu (kinesiska: 张家圩, 张家圩镇) är en köping i Kina. Den ligger i provinsen Jiangsu, i den östra delen av landet, omkring 200 kilometer norr om provinshuvudstaden Nanjing. Antalet invånare är 32351. Befolkningen består av 15 978 kvinnor och 16 373 män. Barn under 15 år utgör 22,0 %, vuxna 15-64 år 66 %, och äldre över 65 år 11,0 %.
Genomsnittlig årsnederbörd är 1 095 millimeter. Den regnigaste månaden är juli, med i genomsnitt 233 mm nederbörd, och den torraste är januari, med 18 mm nederbörd.